# Koldingen
Koldingen ist ein Ortsteil der niedersächsischen Stadt Pattensen in der Region Hannover.

## Geografie
Der Ort liegt im Calenberger Land 3 km östlich von Pattensen und 15 km südlich von Hannover direkt an der Leine und ist über die Bundesstraße B 443 sowohl mit dem Stadtzentrum Pattensen als auch mit der östlichen Nachbarstadt Laatzen verbunden.

## Geschichte
Der Ort wird erstmals 1253 urkundlich erwähnt. Alte Bezeichnungen des Ortes sind um 1220 Callegen, 1222–1227 Coldegen, um 1230 Coldege, 1298 (A. 14. Jh.) Koldincgen und 1330–1352 Koldegen.
Im 13. oder 14. Jahrhundert entstand die Burg Koldingen als Wasserburg zur Sicherung des Leineübergangs. In den Jahren von 1372 bis 1380 wurde die Burg von den Bischöfen von Hildesheim zu einem Amtsschloss umgebaut. Das Bistum Hildesheim errichtete in der Mitte des 15. Jahrhunderts südlich der schon bestehenden Burg die „Oberste Borch“ auf einer Anhöhe.  Beide Burgen wurden in der Hildesheimer Stiftsfehde zwischen 1519 und 1523 zerstört. Als Folge wurde Koldingen welfisch und Sitz des Amtes Koldingen. 1593 ließ Herzog Heinrich Julius das existierende Amtshaus Koldingen errichten. Das Amt bestand bis 1824.
Im Jahr 1938 wurden Bauern nach Koldingen umgesiedelt, die dem Bau des Stahlwerks in Salzgitter, damals Reichswerke Hermann Göring genannt, weichen mussten.
Am 1. März 1974 wurde Koldingen in die  Stadt Pattensen eingegliedert.

## Politik

### Ortsrat
Der Ortsrat von Koldingen setzt sich aus drei Ratsfrauen und zwei Ratsherren zusammen. Zusätzlich befinden sich zwei Jugendparlaments-Mitglieder im Ortsrat, die allerdings nicht stimmberechtigt sind.
Sitzverteilung:
- CDU: 3 Sitze
- SPD: 2 Sitze

(Stand: Kommunalwahl 11. September 2016)

### Ortsbürgermeister
Die Ortsbürgermeisterin von Koldingen ist Astrid Schunder (CDU). Ihre Stellvertreterin ist Monika Schmalkuche (SPD).

### Wappen
Der Entwurf des Kommunalwappens von Koldingen stammt von dem Heraldiker und Grafiker Alfred Brecht, der sämtliche Wappen in der Region Hannover entworfen hat. Die Genehmigung des Wappens wurde am 18. Februar 1964 durch den Regierungspräsidenten in Hannover erteilt.
| Wappen von Koldingen | Blasonierung: „Rot : Gold durch Zinnenschnitt geteilt, oben ein herschauender, blau-bewehrter und -gezungter, goldener Löwe (Leopard), unten eine rote Waage.“ |
| Wappen von Koldingen | Wappenbegründung: Dieses in zwei Farben ausgeführte Wappen schöpft die Geschichte des Ortes Koldingen aus. Es bringt aus den ältesten welfischen Wappen einen der beiden Leoparden, zugleich in den Schildfarben auch den Hinweis auf längere Oberherrschaft des Bistums Hildesheim. Die Waage sagt für das bis in die Neuzeit mit richterlichen Befugnissen ausgestattete Amt Coldingen aus, so dass der Wappeninhalt an die bedeutsame Vergangenheit des Dorfes erinnert, dessen Einwohnerschaft heute auf über 700 Personen angewachsen ist. |

## Kultur und Sehenswürdigkeiten

### Bauwerke
- Das 1593 an der Stelle der Burg Schloss Coldingen errichtete Amtshaus Koldingen behielt seine Bedeutung als Amtshaus bis zur Auflösung des Amtes 1824. Es gehört heute Horst-Alexander von Einsiedel-Syhra.
- Die kleine Kapelle errichtete der Amtmann Kaufmann im Jahr 1593 am Amtshaus. Sie wurde 1986 umfangreich saniert.

### Baudenkmale
→ Siehe: Liste der Baudenkmale in Koldingen

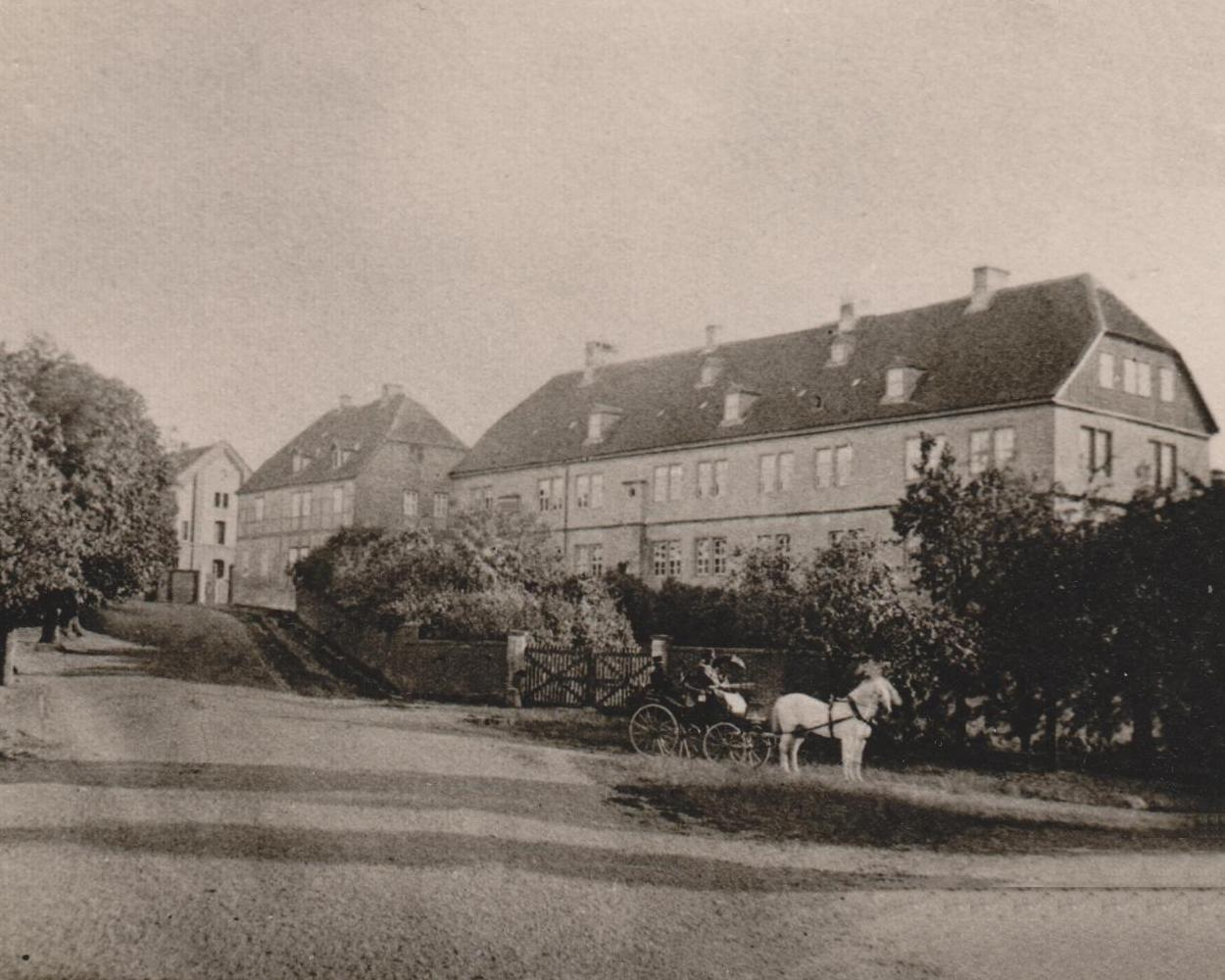
Amtshaus Koldingen um 1900
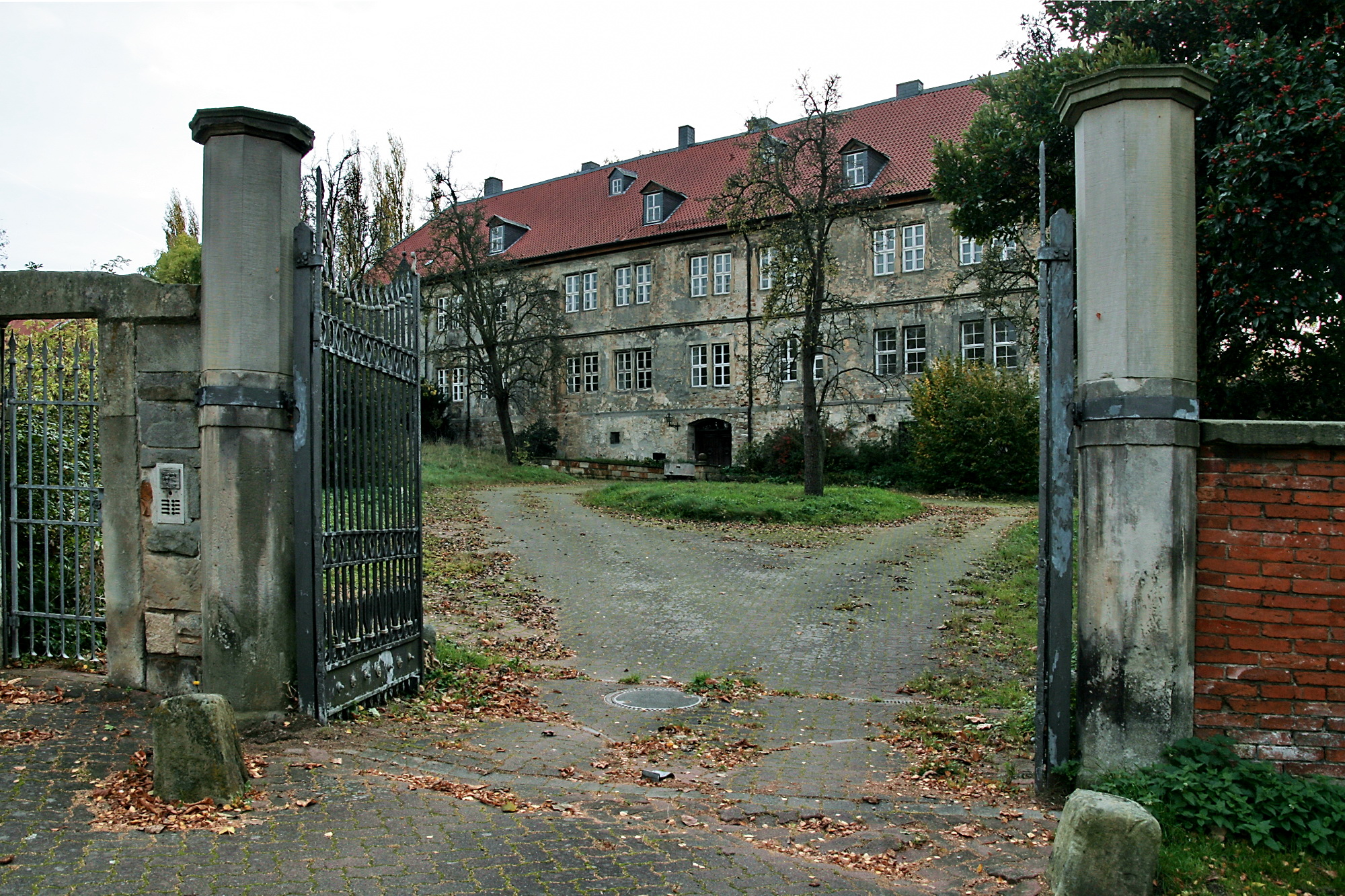
Das Amtshaus heute
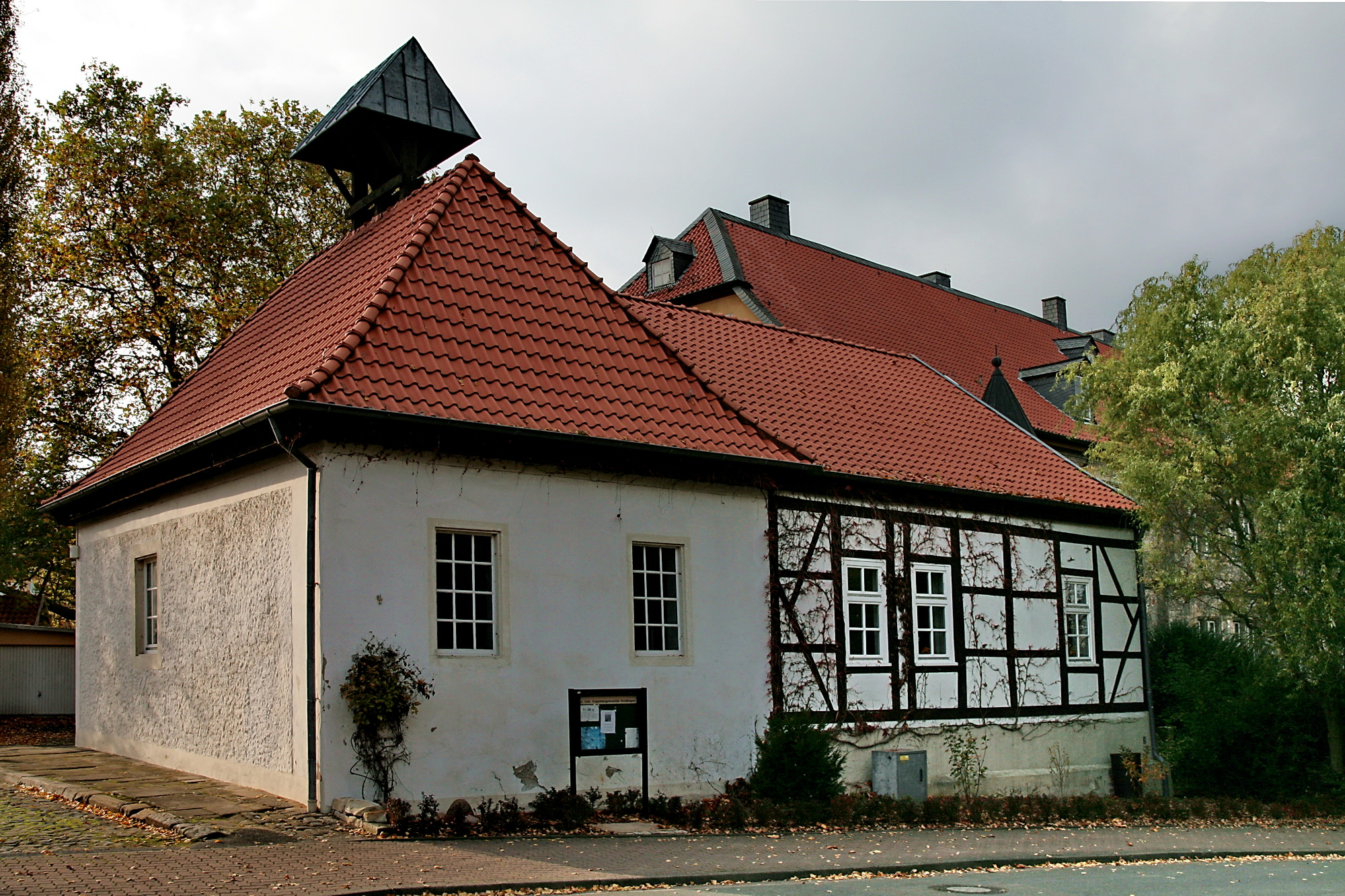
Kapelle Koldingen

### Naturschutzgebiete
- Durch Koldingen fließt die Leine. Hier befindet sich das Naturschutzgebiet „Leineaue zwischen Ruthe und Koldingen“

## Verkehr
Die hier verkehrenden Regionalbusse verbinden Koldingen direkt mit Pattensen, Reden, Rethen, Laatzen und dem Expo Park Hannover. An diesen Zielen sind weitere Bus-, S-Bahn- und Stadtbahnlinien zu erreichen. Die Bundesstraße 443 führt im Westen nach Pattensen und zur B 3 und im Osten nach Laatzen und die B 6, weiter zur A 7 und über Sehnde nach Lehrte und zur A 2. Auf der B 443 durchqueren täglich etwa 20.200 Kraftfahrzeuge den Ort Koldingen. Der Entwurf des Bundesverkehrswegeplans 2030 stuft einen Neubau einer südlichen Ortsumgehung Koldingen als vordringlichen Bedarf ein.